# 헬스 레벨 7
헬스 레벨 7(Health Level 7), 헬스 레벨 세븐(Health Level Seven), 약자 HL7은 환자 결과와 의료 시스템 성능을 개선하기 위한 목적으로 애플리케이션 간 임상 및 행정 건강 데이터 전송을 위한 다양한 글로벌 표준이다. HL7 표준은 개방형 시스템 상호 연결 모델의 "계층 7"인 애플리케이션 계층에 중점을 둔다. 이 표준은 국제 표준 기관인 헬스 레벨 세븐 인터내셔널(Health Level Seven International)에서 작성하며 미국 국립표준 협회 및 국제 표준화 기구와 같은 기타 표준 발행 기관에서 채택된다. 업계 전반에 걸쳐 일반적으로 사용되는 다양한 기본 표준과 덜 자주 채택되는 2차 표준이 있다.

## 같이 보기
- 의료용 디지털 영상 및 통신 표준
- 전자의무기록
- 이헬스
- 의료정보학
- 헬스케어 기업 통합
- 체계화된 의학 명명법, SNOMED CT